# Dianthus busambrae
Dianthus busambrae är en nejlikväxtart som beskrevs av Adriano Soldano och F.Conti. Dianthus busambrae ingår i släktet nejlikor, och familjen nejlikväxter. Inga underarter finns listade i Catalogue of Life.